# 스토아 반대파

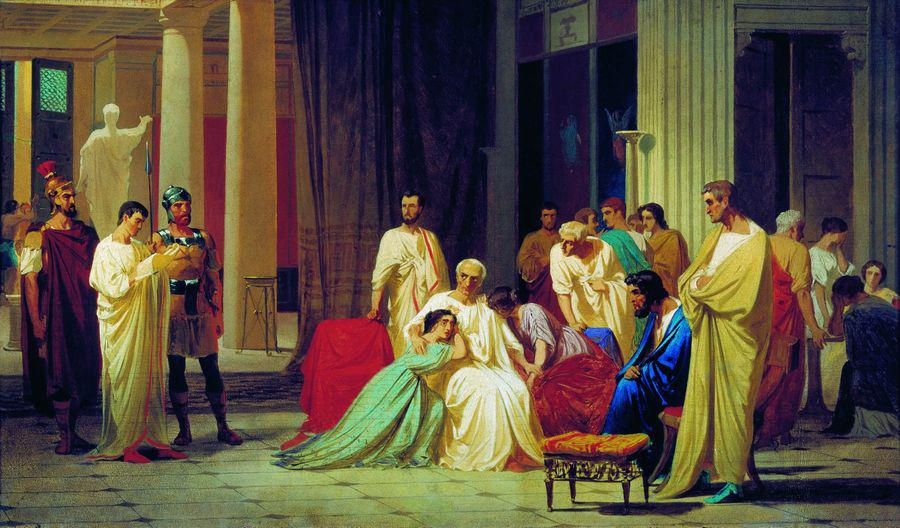
원로원 의원 트라세아 파이투스에게 사형 선고를 읽고 있는 재무관 (표도르 브론니코프작, 라디셰프 미술관 소장

스토아 반대파(Stoic Opposition)는 1세기의 특정 황제들, 특히나 네로와 도미티아누스 등의 전제 정치에 대해 활발하게 반대했던 스토아학파 철학자 집단에 부여된 명칭이다. 이들 중에 가장 중요 인물은 네로에게 처형당한 영향력 넘치던 로마 원로원 의원인 트라세아 파이투스였다. 이들은 후대의 스토아 철학자 에픽테투스와 마르쿠스 아우렐리우스 등에게 높이 평가받았다. 트라세아, 루벨리우스 플라우투스, 바레아 소라누스 등은 전해진 바에 의하면 유명 스토아 철학자 무소니우스 루푸스의 제자였고 이 셋 모두는 네로에게 처형당해 다함께 묶여 스토아 순교자들로 알려지게 되었다.

## 개념
'스토아 반대파'에 대한 개념은 19세기와 가스통 부아지에의 연구 때로 거슬러 올라간다. 그는 1세기 때의 황제들에 대한 반대가 대부분 권력의 독단적 사용을 반대하고 논리 정연한 철학적 통치를 선호했던 스토아 학파들이 주도했다라는 개념을 제시하였다. 이 반대는 네로 시기 때 시작되었고, 플라비우스 황제들 시기, 그 중에서도 특히 베스파시아누스와 도미티아누스 시기에도 이어져 스토아주의자 원로원 의원들의 재판과 로마에서 철학자들의 축출을 유발하였다. 이 개념은 어떻게 스토아의 교리들이 이 시기 내내 정치적으로 신용받지 못 한지를 보여주는 문헌적 증거들을 끄집어낸 학자들에 의해 20세기에 더해지고 확장되었다.
최근 들어 이 논리 정연한 스토아 반대파에 대한 생각이 비판을 받고 있다. 이 비판에서는 남아있는 스토아 문서들에서는 잘 운영되는 국가에 대한 열망을 넘어 정치 이론에 대해선 상대적으로 거의 전하지 않는다는 점을 주목하고 있다. 스토아 반대파에서 언급된 여러 인물들은 제국 당국에 취약한 원로원 계층들이었고, 자신들의 권력과 특권의 회복을 바라던 자들이었다. 많은 사람들이 의심의 여지 없이 박해받았으나 여기에는 스토아 철학에 대한 고수를 위해 그랬다는 증거가 거의 없다. 이러한 관점들에 반대하여 스토아 학파들은 유일선인 도덕적으로 옳은 행위 (미덕)을 강조했고 반면에 어떤 형태의 도덕적으로 개탄스러운 행동은 유일악으로 여겨진다는 점이 언급된다. 스토아 교리는 정치 생활을 적극적으로 참여하는 것을 선호했고, 부분적으로는 이 기간 반체제자들을 지지하는 행동을 했다는 것이다.

## 역사

### 선도자
기원전 1세기 당시 스토아주의 원로원 의원 소 카토는 기원전 49년–45년 내전 때 율리우스 카이사르를 반대하였다. 탑수스 전투에서 패한 뒤, 카토는 카이사르의 통치에 인생을 바치기보다는 자살을 하는 걸 택했다. 카토는 전체 통치를 반대하는 상징으로서 그를 여기는 주요 스토아주의자들에 의해 칭송받았을 것이다. 세네카한테 있어 그는 공식적인 스토아 철학의 롤모델로, 그의 순교는 소크라테스의 죽음을 연상시켰다. 유사하게 그는 루카누스의 '내전기'에서 일관된 영웅적 인물들 중 한 명으로 등장하였다.

### 네로 시기
네로 시기에 처음으로 박해를 받은 스토아주의자는 루벨리우스 플라우투스로, 황제의 먼 친척이었다. 점차 피해망상에 빠져가는 황제의 잠재적 경쟁자로 여기며, 네로는 그를 서기 60년에 소아시아로 추방시켰다. 그의 곁에는 스토아 철학자 무소니우스 루푸스가 동행해주었다. 2년 뒤에 친위대 사령관 티겔리누스는 플라우투스가 "폭동과 모의를 꾸미고 있는 스토아 철학자들의 오만함을 품고 있다"라고 네로를 겁주었다. 무소니우스의 조언에 따라, 플라우투스는 위태로운 삶을 유지하기보다는 죽음을 기다리기로 택했고, 백부장 한 명이 로마에서 찾아와 일상적인 정오 운동을 하기 위해 옷을 벗은 그를 암살하였다.
서기 65년에 네로의 비서관 중 하나이자 에픽테투스의 주인이었던 에파프로디투스는 네로에게 피소 암살 모의를 보고했고, 이에 따라 대단한 보상을 받았다. 이 여파로 세네카와 그의 조카 루카누스 등 이 두 명은 각각 자결형을 선고 받았다. 플라우투스가 죽은 뒤 로마로 돌아온 무소니우스 루푸스는 또 다시 추방당했으며, 철학 스승이라는 그의 명성에 의한 것으로 본다. 이번에 그는 기아로스섬으로 추방당했고, 이곳에서 그는 그의 추방형을 동행한 제자들과 같이 그곳의 토양을 연구했다.
서기 66년경, 영향력 있는 로마의 원로원 의원이자 플라우투스처럼 무소니우스 루푸스의 친우이자 제자였던 트라세아 파이투스가 반역 혐의로 재판에 처하였다. 트라세아의 혐의는 기피 운동을 벌인 것이었는데 이때 로마 원로원 전면적 불참석, 매년 초 황제에 대한 원로원의 맹세 의식 불참가, 성직 의무 중에 황제에 대한 성직 의무 맹세 기피, 포파이아를 신격화하는 투표에서 부재, 그녀의 장례에도 불참가, 황제의 안령을 위한 제물을 한번도 바치지 않은 등이 있었다. 타키투스에 의하면, 트라세아에 대한 네로의 적대감은 코수티아누스 카피토 때문에 생겼는데 그는 그가 전제 정치에 적대적이고 황제의 명령을 공공연하게 탐탁하게 여기지 않던 세력인 스토아 주의자였기 때문에 특히나 트라세아를 공격했다:
그의 신조가 더 낫다면 우리를 제외하거나, 그런것이 아니라면 새로운 세계를 추구하는 이들이 저들의 우두머리와 선동자를 잃게 하십시오. 그 학파는 ...  제국을 전복시키며, 그들은 자유의 행진을 벌일 것입니다. 제국은 무너지며, 저들은 자유 그 자체를 움켜질 거란 말입니다. 당신께서 저 브루투스의 경쟁자들이 몸집을 불리고 번성하도록 둘 것이라면, 거의 보람없이 카시우스를 제거한 것입니다!— 코수티아누스 카피토 (타키투스 연대기, xvi. 22에서 인용

트라세아는 사형에 처했다. 그의 친구 아룰레누스 루스티쿠스는 이 당시에 호민관이었고 이 '세나투스 콘술툼'에 대해서 거부권을 행사하겠다고 했으나, 트라세아는 자신의 목숨을 구하지 못한 채 루스티쿠스 본인에게 분명한 파멸을 가져올 것이라면서 그를 막았다. 트라세아의 사위 헬비디우스 프리스쿠스, 그리고 그의 친구 파코니우스 아그리피누스 등은 트라세아처럼 같은 시기에 재판에 부쳐졌다. 이 두 사람은 유력한 스토아 철학자들이었고 이 둘은 추방을 당했다. 아그리피누스는 이후에 자신이 받은 선고를 받아들이면서 보여준 침착함으로 에픽테투스에게 찬사를 받았다.
무소니우스 루푸스의 또다른 스토아 제자 바레아 소라누스 (후대 황제 마르쿠스 아우렐리우스의 먼 친척) 역시 65년 또는 66년에 재판에 부쳐졌다. 그는 루벨리우스 플라우투스와 친분 및 아시아의 프로콘술로 재임할 때 반란을 일으킬 의도를 갖고 인기를 끌어모았다는 명목으로 기소를 당했다. 그의 딸 세르빌리아 또한 마법사와 만나 논의를 한 혐의로 기소를 당하여 아버지와 함께 재판에 놓였다. 부녀는 사형을 선고받았고 (65년 또는 66년), 자결을 하는 것이 허용되었다.
푸블리우스 에그나티우스 켈레르는 스토아 교사로, 당시에 바레아 소라누스에게 거짓 혐의를 씌웠다. 그는 나중에 에픽테투스의 스승인 무소니우스 루푸스에게 고발을 당하였고, 학자들은 다음의 구절에서 이 사건을 그가 암시한 것이라 생각한다:
그로 인해 친우는 철학자의 증언에 무너졌는데, 이 철학자는 기생충이 된 것이었고, 재물 때문에 이런 것이었다. 원로원에서 이 자는 자기 생각을 말하지 않는다. 따로 있을 때는 (학교에서) 의견들을 제시한다.

### 베스파시아누스 시기
베스파시아누스 재위 동안에 철학 학파들, 그 중에서도 특히 스토아 학파 철학자들은 정치적 위협으로 여겨졌다. 베스파시아누스의 첫 행보들 중 하나 (71년 또는 72년)는 로마시에서 철학자들의 출입을 금한 것이었다. 무소니우스 루푸스는 그가 워낙 존경받았기에 처음에는 잔류하는 게 허가되었으나, 나중에는 마찬가지로 대략 서기 75년경에 추방되었다. 무소니우스는 시리아로 갔다가, 베스파시아누스가 죽은 서기 79년 후에야 로마로 돌아왔다.
베스파시아누스는 자비로운 통치자로 자기 자신을 나타내고 싶어했으나, 그는 전제 권력을 반대하고 제정 및 세습을 비난하며 원로원 권력에 대한 열렬한 지지자였던 헬비디우스 프리스쿠스의 반대에 부딪쳤다. 헬비디우스는 결국에 베스파시아누스에게 처형당하였다. 에픽테투스는 그가 원로원에 출석하지 말라는 베스파시아누스의 명령을 거부한 것에 대해 프리스쿠스를 찬미하였다.

### 도미티아누스 시기
서기 93년에 일곱 명이 도미티아누스 황제를 모욕했다는 혐의로 재판에 올랐다. 이 중에 아룰레누스 루스티쿠스, 헤렌니우스 세네키오, 헬비디우스 프리스쿠스 (선대 헬비디우스 프리스쿠스의 아들) 등 세 명이 사형에 처했다. 바로 1년 전에 보좌 집정관으로 임명되었지만, 아룰레누스 루스티쿠스는 트라세아를 칭송하는 송덕문을 썼기에 처형당했다.
내가 로마에서 강의를 하던 때, 평판에 대한 부러움으로 이후에 도미티아누스가 죽인, 그 유명한 루스티쿠스가 청중 중 한 명이었고, 병사 한 명이 청중에서 나와 그에게 황제가 보낸 서신을 전하였다. 이때 침묵이 흘렀고, 나 역시도 그가 서신을 읽을 수 있도록 잠시 멈추었다. 하지만 그는 내가 강의를 마치고 청중들이 사라질 때까지 봉인을 풀지 않았다. 이 사건 때문에 모든이들은 그의 품위를 존경하였다.
프리스쿠스의 미망인처럼, 트라세아의 딸 판니아는 갖고 있던 남편의 일기 필사본을 사용하여 헤렌니우스 세네키오에게 죽은 남편을 칭송하는 송덕문을 써달라고 부탁했었다. 이 행위는 세네키오의 처형과 판니아의 추방으로 이어졌다. 한편 소 헬비디우스는 도미티아누스와 그의 아내 도미티아의 결혼을 풍자해서 해석한 파리스와 오이노네에 관한 희극을 썼었고, 마찬가지로 사효을 선고받았다.
도미티아누스는 철학자들의 반대를 의심했는데 그는 88/9년에 분명하게 철학자들을 몰아냈고 93/4년에도 다시 한번 추방시켰으며 이때 그는 로마시에 추방시킨 것뿐만 아니라 이탈리아 전역에서 몰아냈다. 추방당한 철학자 중 가장 유명한 이가 그리스 니코폴리스로 이주한 에픽테투스로, 그곳에서 그는 성공적인 학파를 이루고, 가장 유명한 스토아 철학자 중 한 명이 되었다. 위에서 언급했듯이, 에픽테투스는 대학살로 이어진, 네로에게 피소 암살 모의 사건을 보고한 네로의 비서관 에파프로디투스가 소유했었다. '담화론'에서, 에픽테투스는 자신의 스토아 철학 제자들에게 스토아 반대파의 주요 인물들인 파코니우스 아그리피누스와 헬비디우스 프리스쿠스를 계속해서 찬미하였고 이들의 도덕적 모범을 본받을 것을 권하였다.

## 후대 영향
마르쿠스 아우렐리우스 황제는 어린 시절부터 스토아 철학 교육을 받았다. 그는 몇몇 스토아 철학자 가정 교사들을 두었지만 그 중에 가장 유명한 이는 아룰레누스 루스티쿠스의 직계 후손인 유니우스 루스티쿠스였다. '명상록'에서, 마르쿠스는 네로를 독재자로 언급하다. 그는 트라세아 및 헬비디우스 프리스쿠스를 포함하여 스토아 철학의 공화주의적 정치 사상을 소개해준 것에 대해 아리스토텔레스 철학주의자 가정 교사 클라우디우스 세베루스에게 감사함을 표했다.
[...] 그를 통해 트라세아, 헬비디우스, 카토, 디오, 브루투스 등에 대해 배웠고, 그리고 그에게서 만인 평등의 법률이 있는 정체(政體), 평등한 권리와 동등한 언론의 자유로써 다스려지는 정체가 지닌 사상과 피치자의 모든 자유를 가장 존중하는 제국이라는 사상을 배웠다.
이 문장에서 언급된 디오는 스토아 철학의 영향을 받은 수사학자이자, 친척들에게 조언을 해준 혐의로 서기 82년에 도미티아누스 황제에게 로마에서 추방령을 당한 무소니우스 루푸스의 제자였던 디오 크리소스토모스일 것이다. 그는 네르바와 사이가 좋은 친우였고 네르바가 황제에 오르자 로마로 복귀했다. 또한 그는 무소니우스 루푸스의 친구였던 스토아 철학자 티레의 에우프라테스와도 친우이기도 했다.